# Småsponen
Småsponen är en kulle i Antarktis. Den ligger i Östantarktis. Norge gör anspråk på området. Toppen på Småsponen är 1 825 meter över havet, eller 154 meter över den omgivande terrängen. Bredden vid basen är 1,5 km.
Terrängen runt Småsponen är varierad. Trakten är obefolkad. Det finns inga samhällen i närheten. 